# سداب ۹۳۲۶
سیارک ۹۳۲۶ (به انگلیسی: 9326 Ruta، نامگذاری:1989SP2) نه هزار و سیصد و بیست و ششمین سیارک کشف شده‌است که در ۲۶ سپتامبر ۱۹۸۹ کشف شد.
قدر مطلق سیارک برابر ۱۳٫۹۰ است.